# Вачеги

Краги спилкові зварювальника. Фото

Ва́чеги[джерело?] (від рос. вачеги < саам. va'tts, можливо пов'язане з кільд. vādž — «самиця північного оленя») — спеціальні рукавиці для захисту шкіри рук від впливу надвисоких температур. Належать до індивідуальних засобів захисту шкіри.
Основна особливість застосування вачегів — їхня стійкість до температурного впливу і надійний захист рук того, хто працює. Залежно від матеріалу, вачеги можуть бути виготовлені із цупкої брезентової тканини із нашиванням елементів із повсті чи так званої спилкової шкіри.

## Історія
Працюючи із гарячими матеріалами, люди спостерігали, які матеріали найбільш стійкі до впливу високих температур. Помічено, що розжарені головешки чи краплі розплавленого металу не прилипають і не пропалюють одразу, скажімо, вичинену шкіру чи збиту спеціальним способом шерсть, що називається повсть. Найдавніші засоби індивідуального захисту рук — це шкіряні робочі рукавиці або рукавички спилкові. Спилковими вони називаються, оскільки товста ялова чи свиняча шкіра розрізається по товщині на шари (спилки). Раніше це робили вручну, зараз на спеціальних верстатах. Властивості шкіри залежать від виду, породи, віку і статі тварини, місця та напрямку вирізки тощо. Так, товщина свинячих шкір чи шкір великої рогатої худоби з яких потім виготовляють робочі рукавички спилкові, становить 1 см і більше.

## Особливості
При виробництві шкіри на заводах шкури тварин розпилюють по товщині на шари (спилки). Кількість таких шарів у шкіряному виробництві не обумовлюють і воно залежить від товщини й властивостей шкіри. Серед матеріалів, що найбільш якісно захищають шкіру рук від вогневого впливу, виділяють так звану бахтарму
Іншим матеріалом, широко застосовуваним у виробництві вогнетривких рукавиць, є повсть — спеціально оброблена валянням шерсть. З повсті виготовлялися армійські шинелі, тюркомовні кочові народи широко використовували й використовують повсть для виготовлення своїх збірно-розбірних будівель (наприклад, юрти) і пошиття одягу, взуття та головних уборів.